# Anisocentropus diana
Anisocentropus diana är en nattsländeart som beskrevs av Malicky och Chantaramongkol in Malicky 1994. Anisocentropus diana ingår i släktet Anisocentropus och familjen Calamoceratidae. Inga underarter finns listade i Catalogue of Life.